# Persea liebmannii
Persea liebmannii är en lagerväxtart som beskrevs av Carl Christian Mez. Persea liebmannii ingår i släktet avokador, och familjen lagerväxter. Inga underarter finns listade i Catalogue of Life.